# 米夏埃尔·迪施
米夏埃尔·迪施（德語：Michael Dürsch，1957年3月28日—），德国男子赛艇运动员。他曾代表西德参加1984年夏季奥林匹克运动会赛艇比赛，联同阿尔贝特·黑德里希、雷蒙德·赫尔曼和迪特尔·维登曼获得男子四人双桨金牌。